# Silk Performer
Silk Performer - это инструмент для тестирования производительности программного обеспечения в веб-, мобильных и корпоративных приложениях. Первоначально он был разработан компанией Segue Software, которая была приобретена Borland в 2006 году. Borland была приобретена Micro Focus International в 2009 году.
Silk Performer обеспечивает поддержание времени работы приложений и серверов в условиях максимальной нагрузки на клиентов. Silk Performer позволяет выявлять такие проблемы с помощью встроенной диагностики и отчетов о тенденциях.

## Описание
Silk Performer поддерживает основные среды Web 2.0, такие как Adobe Flash / Flex, Microsoft Silverlight и HTML / AJAX. Silk Performer также поддерживает нагрузочное тестирование веб-приложений на уровне протокола (HTTP).
Silk Performer помогает прогнозировать и предотвращать сбои в работе бизнеса, ориентированной на будущее. Поддерживает мобильные веб-устройства и генерацию нагрузки облачных вычислений с помощью облачных технологий.